# Sjoemicha
Sjoemicha (Russisch: Шумиха) is een stad in de Russische oblast Koergan, gelegen op 133 kilometer ten westen van Koergan. De naam is afkomstig van het gelijknamige lokale toponiem Sjoemicha; een wijdverspreide naam voor kleine waterbeekjes. De stad staat onder jurisdictie van het gelijknamige gemeentelijke district Sjoemichinski, waarvan het tevens het bestuurlijk centrum vormt.

## Geschiedenis en economie
Sjoemicha werd in 1892 gesticht als een choetor op ongeveer anderhalve kilometer van de spoorlijn van Trans-Siberische spoorlijn. Het gelijknamige treinstation werd geopend in 1896. Aan het einde van de 19e, begin 20e eeuw groeide de plaats uit tot een handelscentrum, waar in die tijd een aantal bankfilialen werden geopend door grote Russische banken en waar tevens een post- en telegraafstation en een kleine elektriciteitscentrale werd gebouwd. Er werden onder andere een vetsmelterij, een zeepfabriek en een aantal opslagplaatsen voor landbouwmachines gebouwd. In 1923 kreeg Sjoemicha de status van districtcentrum binnen de oblast Oeral en vervolgens vanaf 1934 binnen de oblast Tsjeljabinsk. In 1944 werd de oblast Koergan opgericht en kreeg Sjoemicha de status van stad. Daarop werd de stadsindustrie geleidelijk aan verder uitgebouwd en groeide de stad uit tot een van de culturele centra van de oblast.
In 2005 werd begonnen met de aanleg van een gaspijpleiding van Sjoemicha via Misjkino naar Joergamysj voor de levering van energie aan ruim 100 plaatsen in de oblast Koergan.
In de stad bevinden zich een machinefabriek (machines voor de veehouderij), een vleesconserven- en een zuivelfabriek.

## Demografie
| 1959   | 1970   | 1979   | 1989   | 2002   |
| ------ | ------ | ------ | ------ | ------ |
| 19.400 | 20.500 | 21.200 | 21.984 | 19.083 |

Bestuurlijk centrum: Koergan

Dalmatovo · Katajsk · Koertamysj · Makoesjino · Petoechovo · Sjadrinsk · Sjoemicha · Sjtsjoetsje